# Bright Young Things (film)
Pour les articles homonymes, voir Bright Young Things.
Pour plus de détails, voir Fiche technique et Distribution.
Bright Young Things est un film britannique réalisé par Stephen Fry, sorti en 2003, d'après le roman Vile Bodies (Ces corps vils) d'Evelyn Waugh, qui décrit la vie de jeunes aristocrates hédonistes, appelés par la presse les "Bright Young People".

## Synopsis
Dans le Londres des années 1930, Adam Fenwick-Symes, se voit offrir par Lord Monomark, propriétaire d'un journal célèbre pour ses potins scandaleux, l'opportunité d'écrire un roman. Alors qu'il reçoit une avance, Adam pense pouvoir épouser son amante, Nina Blount. Cependant, à son arrivée, les douanes saisissent son livre qu'elles jugent pornographique. Adam perd donc son argent et doit renoncer à épouser Nina. (Les péripéties financières d'Adam constituent la principale intrigue du film, ainsi que ses plans de mariage toujours contrariés.)
Alors qu'il est à Londres, Adam se rend à de nombreuses fêtes avec ses amis, comme Agatha (dont les excès finiront par conduire à l'asile) et Miles, exubérant jeune homme dont l'homosexualité, qu'il arbore fièrement, est alors passible de prison. Ces parties colossales mènent les personnages à des situations incongrues. Sans considération pour l'ancienne génération, les noceurs ignorent même lorsqu'ils dépassent les bornes, ce qu'ils font pourtant régulièrement.
Plus tard, on apprend qu'un chroniqueur du journal, Mr Chatterbox (Mr Bavard en français) qui n'est autre que Simon, un ami d'Adam, s'est donné la mort. Monomark offre alors au jeune homme de reprendre la colonne, mais Adam se voit obligé de créer de toutes pièces des personnages afin d'éviter de révéler les secrets de ses amis, ancien sujet des chroniques de Simon. Ce travail permet à Adam de gagner assez d'argent pour de nouveau demander Nina en mariage. Cependant, un ancien ami de cette dernière, Ginger Littlejohn, apparaît et complique les choses.

## Fiche technique
- Réalisation : Stephen Fry
- Scénario : Stephen Fry, d'après le roman Vile Bodies (Ces corps vils)
- Photographie : Henry Braham
- Montage : Alex Mackie
- Direction artistique : Lynne Huitson
- Musique : Anne Dudley
- Costumes : Nic Ede
- Pays d'origine :  Royaume-Uni
- Durée : 102 minutes
- Date de sortie :  
  - Royaume-Uni : 3 octobre 2003

## Distribution
- Stephen Campbell Moore : Adam Fenwick-Symes
- Emily Mortimer : Nina Blount
- Michael Sheen : Miles Maitland
- James McAvoy : Simon Balcairn
- Fenella Woolgar : Agatha
- David Tennant : Ginger Littlejohn
- Dan Aykroyd : Lord Monomark
- Jim Broadbent : Major
- Simon Callow : Roi d'Anatolia
- Stockard Channing : Mrs Melrose Ape
- Richard E. Grant : Père Rothschild
- Peter O'Toole : Colonel Blount
- Imelda Staunton : Lady Brown
- Harriet Walter : Lady Metroland